# ゲオルギー・ラザレフ

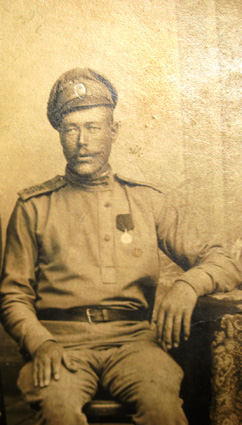
1914年〜1917年頃撮影

ゲオルギー・カルポヴィッチ・ラザレフ（Georgy Karpovich Lazarev、ロシア語:Георгий Карпович Лазарев、生没年不詳）は、ロシア帝国の軍人。

## 生涯
ヴォログダ県(現在のヴォログダ州)キリロフスキー地区、ゴロディッシュ村に生まれる（生年は不明）。
第一次世界大戦時は、上級下士官として従軍し、ドイツ軍相手に勇敢に戦う。
正確な時期は不明だが、聖ゲオルギーメダルを授与される。
その後の行方は分かっておらず、没年不詳。